# Đurđica Tičinović
Đurđica Tičinović rođena Radovčić, (1969.) je hrvatska pjesnikinja iz Kostanja.
Kemijsku je školu pohađala u Omišu i Splitu.
Tajnica je Društa Poljičana Sv. Jure na Priku. Sudionica je Večeri domoljubnog pjesništva u Podstrani Mate Buljubašić i prijatelji i Dobrojutro, more. Važna je osoba u organizaciji Poljičkih večeri. Suradnica je Podstranske revije, lista ogranka Matice hrvatske u Podstrani.

## Djela
- Obične pjesme
- Probuđene šutnje, zbirka pjesama, 2004.
- Pod škurama srca, zbirka pjesama, 2005.
- Za sjenom galebova
- Poljubac tišine, 2012. (izdavač: Matica hrvatska, ogranak Podstrana)

Napisala je stihove za pjesme koje su izvedene na kršćanskim glazbenim festivalima, HosanaFestu 2006. i Marija festu 2007. godine (skladba Prema licu Tvom).

## Nagrade
- sastav za koji je napisala stihove pjesme Prema licu Tvom, VIS Riječ, osvojio je 2006. 1. nagradu na HosanaFestu.

Pjesme su joj zastupljene u antologiji Naša velečasna maslina prireditelja Mladena Vukovića, objavljene 2006. godine, odabranim pjesmama Poljička čitanka iz 2009. prireditelja Nedjeljka Mihanovića te u zbornicima Večeri domoljubne poezije s Dugoratskog ljeta.

## Vanjske poveznice
- Službeni kanal Marija festa Skladba Prema licu Tvom